# Air Bud 3
Série Air Bud
Air Bud 2
(1998) Air Bud 4 : Un chien du tonnerre
(2001)
Pour plus de détails, voir Fiche technique et Distribution.
Air Bud 3 ou Tobby 3 : Le Chien étoile au Québec (Air Bud : World Pup) est un film américain, sorti en 2000.
C'est le troisième film de la série inaugurée par Air Bud : Buddy star des paniers en 1997, mettant en vedette un Golden retriever. Il s'agit de l'un des films de la franchise Air Bud dont les droits appartiennent à Air Bud Entertainment et non à The Walt Disney Company qui se charge seulement de sa distribution dans certains pays.

## Synopsis
Josh est maintenant au lycée et il s'inscrit dans l'équipe de football (soccer) de son école. Buddy (Tobby au Québec) vient lui aussi jouer dans cette équipe pour l'aider à gagner le tournoi.

## Distribution
- Kevin Zegers (VF: Donald Reignoux VQ : Martin Watier) : Josh Framm
- Dale Midkiff (VQ : Jean-Luc Montminy) : Patrick Sullivan
- Caitlin Wachs (VQ : Aline Pinsonneault) : Andrea Framm (8 ans)
- Chilton Crane (VQ : Natalie Hamel-Roy) : Jackie Framm
- Shayn Solberg (VQ : Sébastien Reding) : Tom Stewart
- Brittany Paige Bouck (VQ : Violette Chauveau) : Emma Putter
- Martin Ferrero (VQ : Jean-Marie Moncelet) : Schimdt
- Chantal Strand : Tammy
- Duncan Regehr (VQ : Luis de Cespedes) : Geoffrey Putter
- Don McMillan (VQ : Yves Corbeil) : Webster
- Patricia Idlette (VQ : Mireille Thibault) : Mme Brimstone
- Miguel Sandoval (VQ : Benoît Rousseau) : Entraîneur Montoya
- Shane Vajda (VQ : Olivier Visentin) : Moose
- Levi James (VQ : Daniel Lesourd) : Sam
- Fred Keating (VQ : Jean-Luc Montminy) : Entraîneur Stearns
- David Glyn-Jones (VQ : Hubert Gagnon) : Pasteur
- Scott Watson (VQ : François Sasseville) : Brad
- Kelly Herron (VQ : Manuel Tadros) : Ted
- Dave Cameron (VQ : Hubert Gagnon) : Annonceur de la Coupe du monde
- Paul Carson (VQ : Hubert Fielden) : Annonceur de la Coupe du monde

## Autour du film
- Le film a une très grande similitude avec un autre film américain, Soccer Dog sorti en 1999[réf. nécessaire].
- Chilton Crane est la troisième actrice à avoir pris le rôle de Jackie Framm après Wendy Makkena dans Air Bud : Buddy star des paniers et Cynthia Stevenson dans Air Bud 2.
- Dale Midkiff remplace Gregory Harrison dans le rôle de Patrick Sullivan.